# Beltsville
Beltsville é uma Região censo-designada localizada no estado americano de Maryland, no Condado de Prince George's.

## Demografia
Segundo o censo americano de 2000, a sua população era de 15.690 habitantes.

## Geografia
De acordo com o United States Census Bureau tem uma área de 
17,2 km², dos quais 17,2 km² cobertos por terra e 0,0 km² cobertos por água. Beltsville localiza-se a aproximadamente 109 m acima do nível do mar.

## Localidades na vizinhança
O diagrama seguinte representa as localidades num raio de 8 km ao redor de Beltsville. 